# Lamprempis setigera
Lamprempis setigera är en tvåvingeart som beskrevs av Daniel William Coquillett 1903. Lamprempis setigera ingår i släktet Lamprempis och familjen dansflugor. Inga underarter finns listade i Catalogue of Life.